# سفيند نيلسن (مصارع رياضي)
سفيند نيلسن هو مصارع رياضي دنماركي، ولد في 27 سبتمبر 1892 في آرهوس في الدنمارك، وتوفي في 15 مارس 1957.

## وصلات خارجية
- سفيند نيلسن على موقع قاعدة بيانات المصارعة الدولية (الإنجليزية)
- سفيند نيلسن على موقع أوليمبيديا (الإنجليزية)